# Puchar Zdobywców Pucharów (1985/1986)
XXVI Puchar Europy Zdobywców Pucharów 1985/1986

(ang. European Cup Winners’ Cup)

## 1/16 finału
| FC Utrecht – Dynamo Kijów 2:1 i 1:4 1 18.09 1985 1:0 Kruys 40, 2:0 van Loen 63, 2:1 Demianienko 82 2 02.10 1985 1:0 de Kruijk 8, 1:1 Błochin 10, 1:2 Jaremczuk 20, 1:3 Zawarow 55, 1:4 Jewtuszenko 60 |
| AS Monaco – CS Universitatea Craiova 2:0 i 0:3 1 18.09 1985 1:0 Bellone 21, 2:0 Genghini 72 2 02.10 1985 0:1 Geolgau 19, 0:2 Bicu 78k, 0:3 Geolgau 81 |
| Knattspyrnufélagið Fram – Glentoran 3:1 i 0:1 1 21.09 1985 0:1 Bowers 1, 1:1 Tolmasson 47, 2:1 Tolmasson 60, 3:1 Thorkelsson 85 2 02.10 1985 0:1 Mullan 85 |
| Rapid Wiedeń – Tatabányai Bányász SC 5:0 i 1:1 1 18.09 1985 1:0 Halilović 18, 2:0 Kienast 58, 3:0 Krankl 62, 4:0 Halilović 69, 5:0 Halilović 72 2 02.10 1985 0:1 Schmidt 50, 1:1 Wemhoffer 61 |
| AE Larisa – UC Sampdoria 1:1 i 0:1 1 18.09 1985 1:0 Mitsibonas 39, 1:1 Mancini 82 2 02.10 1985 0:1 Mancini 41 |
| AIK Fotboll – Red Boys Differdange 8:0 i 5:0 1 18.09 1985 1:0 T.Andersson 2, 2:0 Dahlqvist 5, 3:0 Bergman 46, 4:0 Bergman 55, 5:0 Dahlqvist 59, 6:0 Lundmark 60, 7:0 Zetterlund 77, 8:0 Johansson 80 2 02.10 1985 1:0 Sundin 9, 2:0 Bergman 14, 3:0 Goransson 26, 4:0 T.Andersson 80, 5:0 B.Johansson 88 |
| AEL Limassol – Dukla Praga 2:2 i 0:4 1 18.09 1985 0:1 Betak 36, 1:1 Savas 55, 2:1 Farkas 62, 2:2 Pelc 78 2 02.10 1985 0:1 Luhový 29, 0:2 Pelc 47, 0:3 Vizek 57, 0:4 Pelc 65 |
| Żurrieq – Bayer Uerdingen 0:3 i 0:9 1 17.09 1985 0:1 F.Funkel 8, 0:2 F.Funkel 35, 0:3 Gudmundsson 89 (mecz w La Valetta) 2 02.10 1985 0:1 Bommer 13, 0:2 F.Funkel 22, 0:3 Raschid 29, 0:4 Bommer 32, 0:5 Loontiens 37, 0:6 Raschid 49, 0:7 Puszamszics 72, 0:8 Feilzer 76, 0:9 Loontiens 82              |
| Galatasaray SK – Widzew Łódź 1:0 i 1:2 1 18.09 1985 1:0 Ertan 13k 2 02.10 1985 0:1 Cisek 1, 1:1 Erdal Keser 54, 1:2 Leszczyk 90 |
| Helsingin Jalkapalloklubi – Flamurtari Wlora 3:2 i 2:1 1 18.09 1985 1:0 Muhonen 8, 2:0 Konerva 25, 2:1 Muca 26, 3:1 Rantanen 34, 3:2 Bubeqi 65 2 02.10 1985 1:0 Vala 9, 1:1 Ruci 11, 2:1 Vala 30 |
| Cercle Brugge – Dynamo Drezno 3:2 i 1:2 1 18.09 1985 1:0 Vanthounthout 23, 2:0 Raes 26, 2:1 Trautmann 55, 2:2 Kirsten 75, 3:2 Krncević 81 2 02.10 1985 0:1 Pilz 37, 1:1 Krncević 47, 1:2 Lippmann 48 |
| Crvena Zvezda – FC Aarau 2:0 i 2:2 1 18.09 1985 1:0 Musemić 22, 2:0 B.Dżurovski 72 2 02.10 1985 1:0 Musemić 3, 1:1 Meyer 7, 2:1 Janković 17, 2:2 Zwahlen 37 (mecz w Zurychu) |
| Lyngby BK – Galway United 1:0 i 3:2 1 18.09 1985 1:0 Christensen 36 2 02.10 1985 1:0 Christensen 9, 2:0 Schäfer 42, 2:1 Murphy 63, 2:2 Bonner 78, 3:2 Spansborg 86 |
| Fredrikstad FK – Bangor City 1:1 i 0:0 1 18.09 1985 0:1 Williams 60, 1:1 Deunk 87 2 02.10 1985 |
| Atlético Madryt – Celtic F.C. 1:1 i 2:1 1 18.09 1985 1:0 Setien 34, 1:1 Johnstone 70 2 02.10 1985 1:0 Setien 39, 2:0 Quique 72, 2:1 Aitken 73 |
| Wolny los: SL Benfica |

## 1/8 finału
| CS Universitatea Craiova – Dynamo Kijów 2:2 i 0:3 1 23.10 1985 1:0 Bicu 13, 1:1 Zawarow 16, 1:2 Zawarow 24, 2:2 Bicu 81 2 06.11 1985 0:1 Rac 7, 0:2 Biełanow 11, 0:3 Demianienko 13                                               |
| Rapid Wiedeń – Knattspyrnufélagið Fram 3:0 i 1:2 1 23.10 1985 1:0 Kranjčar 8, 2:0 Pacult 80, 3:0 Pacult 85 2 06.11 1985 0:1 Jonsson 17, 1:1 Pacult 60, 1:2 Torfasson 88k                                                          |
| SL Benfica – UC Sampdoria 2:0 i 0:1 1 23.10 1985 1:0 Diamantino 47, 2:0 Rui Aguas 89 2 06.11 1985 0:1 Lorenzo 51 |
| Dukla Praga – AIK Fotboll 1:0 i 2:2 1 23.10 1985 1:0 Korejčik 7 2 06.11 1985 1:0 Vizek 13, 1:1 Dahlqvist 14, 2:1 Vizek 60, 2:2 Zetterlund 89                                                                                      |
| Bayer Uerdingen – Galatasaray SK 2:0 i 1:1 1 23.10 1985 1:0 Schäfer 35, 2:0 Bommer 85 2 05.11 1985 1:0 Herget 34, 1:1 Prekazi 81                                                                                                  |
| Helsingin Jalkapalloklubi – Dynamo Drezno 1:0 i 2:7 1 23.10 1985 1:0 Lee 50 2 06.11 1985 0:1 Sammer 19, 0:2 Lippmann 20, 0:3 Trautmann 40, 0:4 Sammer 42, 1:4 Lee 49, 2:4 Valvee 61, 2:5 Pilz 57, 2:6 Lippmann 69, 2:7 Kirsten 90 |
| Lyngby BK – FK Crvena zvezda 2:2 i 1:3 1 23.10 1985 1:0 Christensen 4, 2:0 Spansborg 40, 2:1 M.Dżurovski 53, 2:2 Mrkela 60 2 22.11 1985 0:1 Šugar 25, 1:1 Vilmar 59, 1:2 Nikolić 63, 1:3 M.Dżurovski 84                           |
| Bangor City – Atlético Madryt 0:2 i 0:1 1 23.10 1985 0:1 da Silva 5, 0:2 Setien 25 2 22.11 1985 0:1 Landaburú 25 |

## 1/4 finału
| Rapid Wiedeń – Dynamo Kijów 1:4 i 1:5 1 05.03 1986 0:1 Biełanow 55, 0:2 Biełanow 61, 0:3 Rac 68, 0:4 Jakowienko 74, 1:4 Willfurth 84 2 19.03 1986 0:1 Jaremczuk 7, 0:2 Biełanow 12k, 1:2 Halilović 27, 1:3 Jaremczuk 32, 1:4 Błochin 43, 1:5 Jewtuszenko 79       |
| Dukla Praga – SL Benfica 1:0 i 1:2 1 05.03 1986 1:0 Luhový 14 2 19.03 1986 0:1 Carlos Manuel 19, 0:2 Manniche 37k, 1:2 Korejčik 65 |
| Dynamo Drezno – Bayer Uerdingen 2:0 i 3:7 1 05.03 1986 1:0 Lippmann 50, 2:0 Pilz 62 2 19.03 1986 1:0 Minge 1, 1:1 W.Funkel 13, 2:1 Lippmann 36, 3:1 Bommer 41s, 3:2 W.Funkel 58k, 3:3 Minge 62s, 3:4 Schäfer 66, 3:5 Klinger 78, 3:6 W.Funkel 81k, 3:7 Schäfer 86 |
| Crvena Zvezda – Atlético Madryt 0:2 i 1:1 1 05.03 1986 0:1 da Silva 29, 0:2 da Silva 89 2 19.03 1986 0:1 Marina 7, 1:1 M.Dżurovski 82 |

## 1/2 finału
| Dynamo Kijów – Dukla Praga 3:0 i 1:1 1 02.04 1986 1:0 Błochin 7, 2:0 Zawarow 35, 3:0 Błochin 37 2 16.04 1986 1:0 Biełanow 63k, 1:1 Křiż 71                                      |
| Atlético Madryt – Bayer Uerdingen 1:0 i 3:2 1 02.04 1986 1:0 Julio Prieto 79 2 16.04 1986 1:0 Rubio 16k, 2:0 Cabrera 28, 2:1 Herget 55, 3:1 Julio Prieto 58, 3:2 Gudmundsson 64 |

## Finał
| 2 maja 1986 Lyon Stade de Gerland (39 000) Dynamo Kijów – Atlético Madryt 3:0 (1:0) Sędzia: Franz Wöhrer (Austria) Bramki: 1:0 Zawarow 5, 2:0 Błochin 85, 3:0 Jewtuszenko 88 Żółte kartki: – / Tomás Renones Dynamo Kijów (trener Walery Łobanowski): Wiktor Czanow – Siergiej Bałtacza (38 Andriej Bal), Władimir Biessonow, Oleg Kuzniecow, Anatolij Demianienko (kapitan), Wasilij Rac, Paweł Jakowienko, Iwan Jaremczuk, Aleksandr Zawarow (70 Wadim Jewtuszenko), Igor Biełanow, Oleg Błochin Club Atlético de Madrid (trener Luis Aragones): Ubaldo Fillol – Tomás Renones (kapitan), Juan Arteche, Miguel Ruiz, Clemente Villaverde, Julio Prieto, Enrique Ramos Quique, Roberto Marina, Jesus Landáburu (61 Quique Setién), Luis Cabrera, Jorge Da Silva |